# 吉佐島

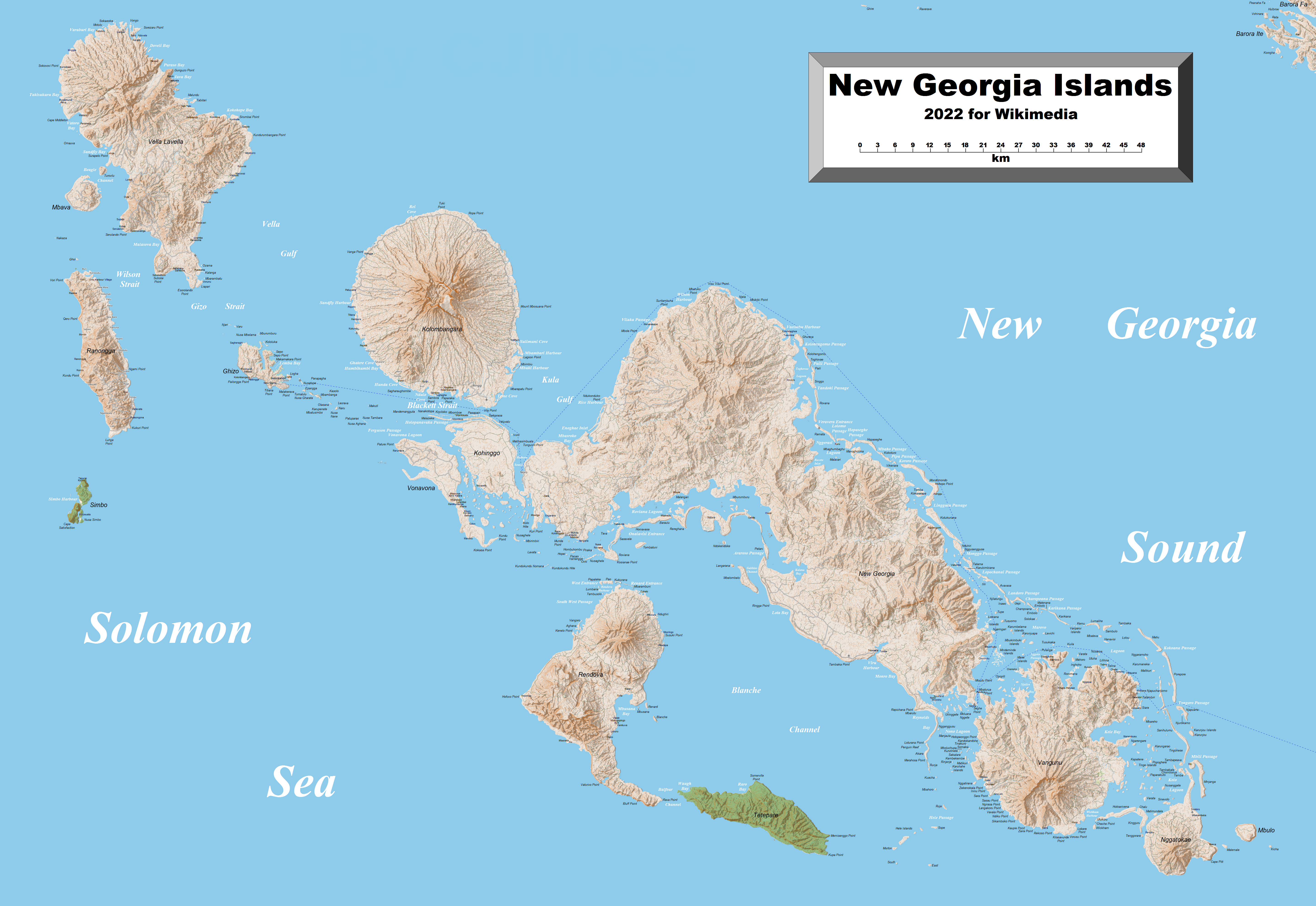
新乔治亚群岛地图，吉佐岛在群岛偏西北方的位置

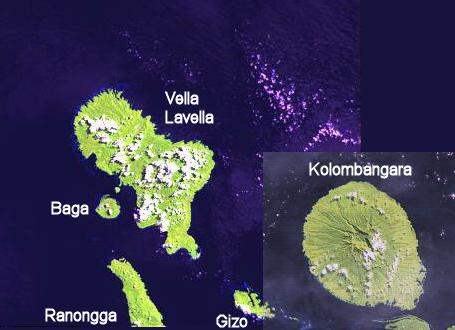
吉佐岛在科隆班加拉島以西

吉佐島（Ghizo, Gizo）是太平洋所羅門群島的島嶼，位於新喬治亞島和科隆班加拉島以西，島上有西部省首府吉佐。
相對於鄰近島嶼，吉佐島面積較小，長11公里、闊5公里，最高點海拔高度180米，島上住有獵頭族。岛上居民使用中所罗门语族的比鲁阿语。
8°5′S 156°50′E / 8.083°S 156.833°E